# Połabie
     Marchia Wschodnia (Marchia Saska)

Ziemie zasiedlone przez Obodrzytów, Wieletów oraz Serbołużyczan ok. 1000 roku
Marchia Wschodnia (Marchia Saska)

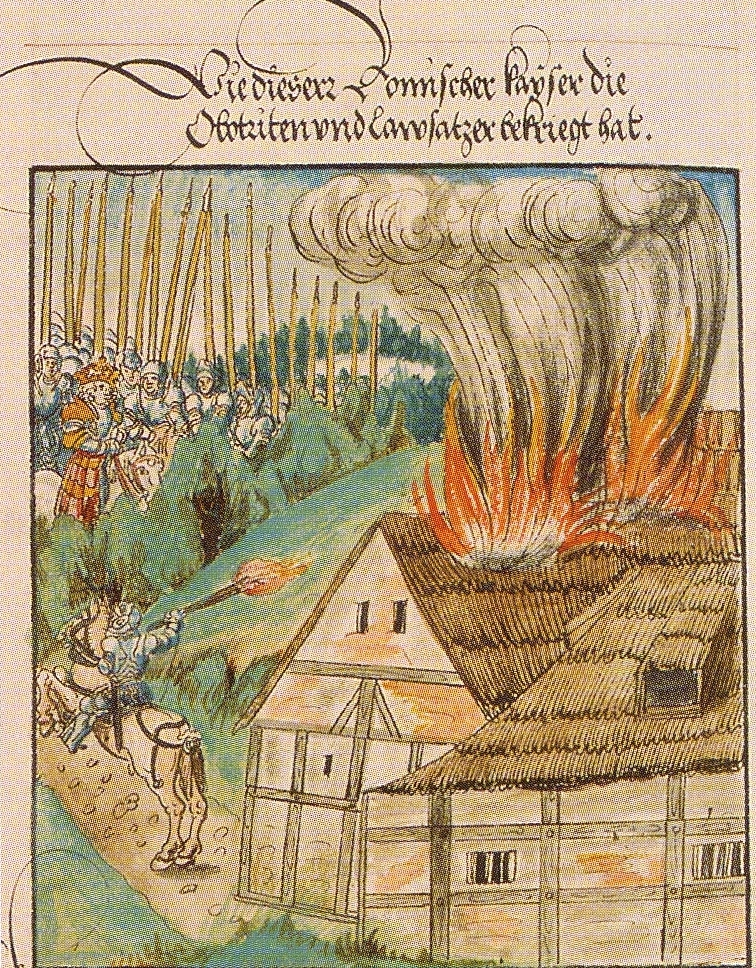
Dewastacja ziemi słowiańskiej w wyprawie Ottona III przeciw Obodrytom i Lucicom w 995, ilustr. w Chronik der Sachsen warsztatu Lucasa Cranacha

Połabie znane także jako Połabszczyzna – kraina historyczna położona na terenie dzisiejszych północno-wschodnich Niemiec, pomiędzy rzekami Łabą i Soławą na zachodzie, Odrą na wschodzie, Morzem Bałtyckim na północy i Rudawami na południu, w granicach krajów związkowych takich jak Brandenburgia, Meklemburgia-Pomorze Przednie, Saksonia, Saksonia-Anhalt, Szlezwik-Holsztyn oraz Turyngia . We wczesnym średniowieczu region był zamieszkiwany przez plemiona Słowian połabskich.

## Historia
Połabszczyzna była najdalej na zachód wysuniętą częścią Słowiańszczyzny, sąsiadującą od zachodu przez Limes Sorabicus oraz Limes Saxoniae z takimi plemionami germańskimi jak Sasi i Turyngowie, którzy z czasem zostali podbici przez Franków. Od końca VIII wieku stopniowo ulegała wpływom frankijskim, później wschodniofrankijskim, a następnie niemieckim.
Do X wieku południowe plemiona Połabian (takie jak Serbowie, Łużyczanie czy Milczanie) uległy podbojowi niemieckiemu, natomiast ich północno-połabscy pobratymcy aż do XII stulecia opierali się armiom sąsiadów: Niemców, Duńczyków, Polaków i Pomorzan.
W latach 955–957 przez Ziemię połabską przetoczyła się fala powstań słowiańskich przeciwko dominacji niemieckiej. Powstanie objęło także północnych Wieletów i Obodrzyców. Pomimo trudności z powodu braku poparcia działań królewskich przez opozycję, powstanie zostało spacyfikowane. Najdłużej opierali się Wieleci, pokonani w 957 roku. Władza niemiecka na terytoriach Słowian połabskich umocniła się, czego wyrazem było powołanie biskupstw w Brennie i Hobolinie.
W 983 roku na terenie Połabia doszło do największego powstania plemion słowiańskich – skierowane przeciw podporządkowaniu Świętemu Cesarstwu Rzymskiemu oraz chrystianizacji. Powstanie zakończyło się absolutnym zwycięstwem Słowian. Niemcy zostali wyrzuceni poza rzekę Łabę na następne 200 lat . Ostatecznie region utracił samodzielność na początku XIII wieku, głównie na skutek krucjat. Większość Połabia została podbita przez Święte Cesarstwo Rzymskie, natomiast północna jego część z Rugią – przez Danię. Na podbitych terenach Niemcy rozpoczęli we wczesnym średniowieczu tzw. Ostsiedlung. Historycy jako powód całkowitej zagłady i ostatecznej asymilacji Połabian z Niemcami wskazują przywiązanie do pogaństwa i odrzucenie chrześcijaństwa.
W XI wieku nieudane w dalszej perspektywie próby podporządkowania sobie tego obszaru podejmowali także władcy Polski – zwłaszcza Bolesław Chrobry i Bolesław III Krzywousty.
Współcześnie Ziemia połabska należy niemal w całości do Niemiec, a jej obecna ludność posługuję się głównie językiem niemieckim. Mimo to region zachował pierwiastek słowiański, nawet w nazwach dużych niemieckich miast: np. Lipsk (cz. Lipsko), Lubeka (poł. Ljubice), Chemnitz (górnołuż. Kamjenica), Drezno (górnołuż. Drježdźany), Poczdam (cz. Postupim), Rostock (poł. Rostok) i Schwerin (cz. Zvěřín).

## Galeria

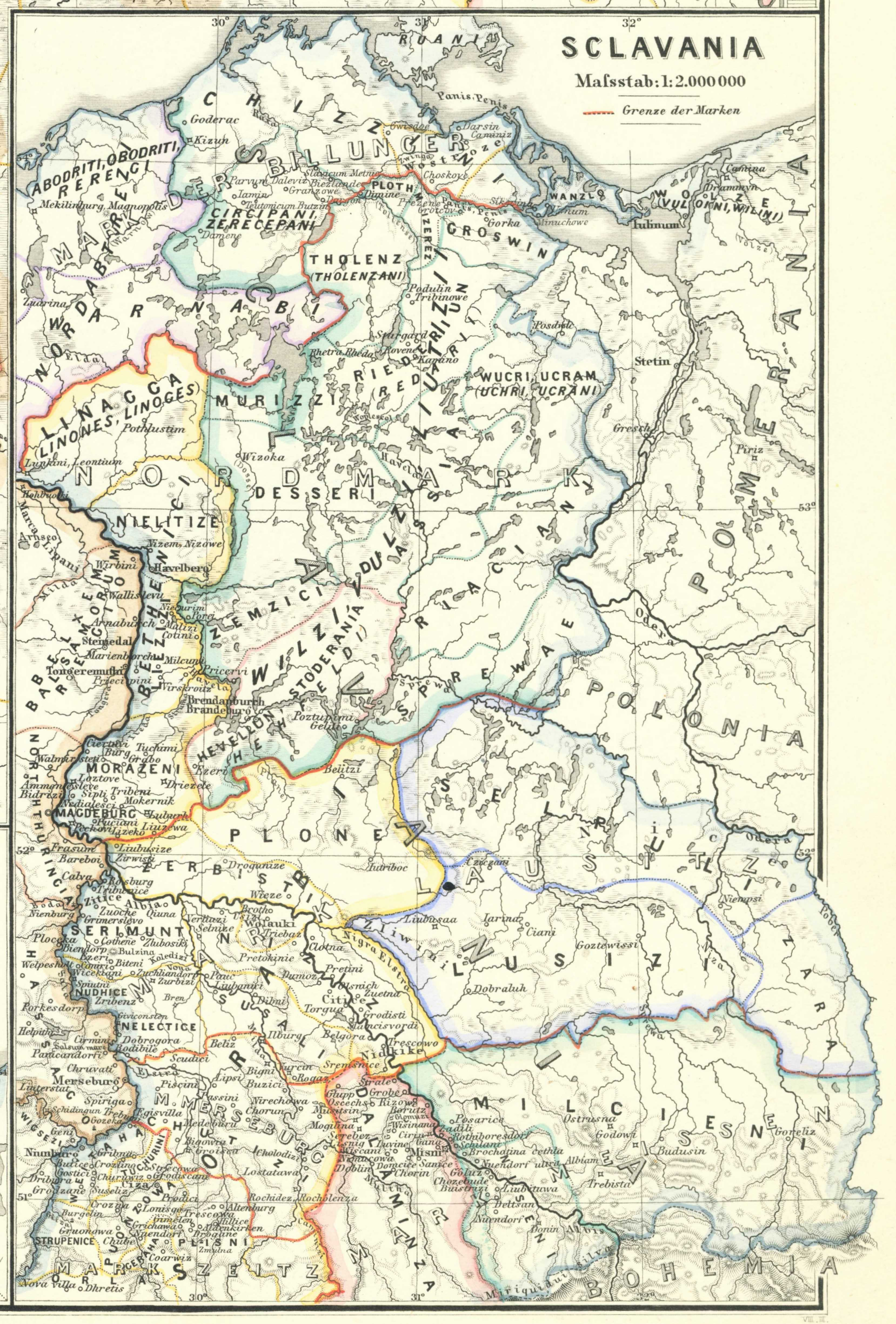
Mapa Połabia (1880)
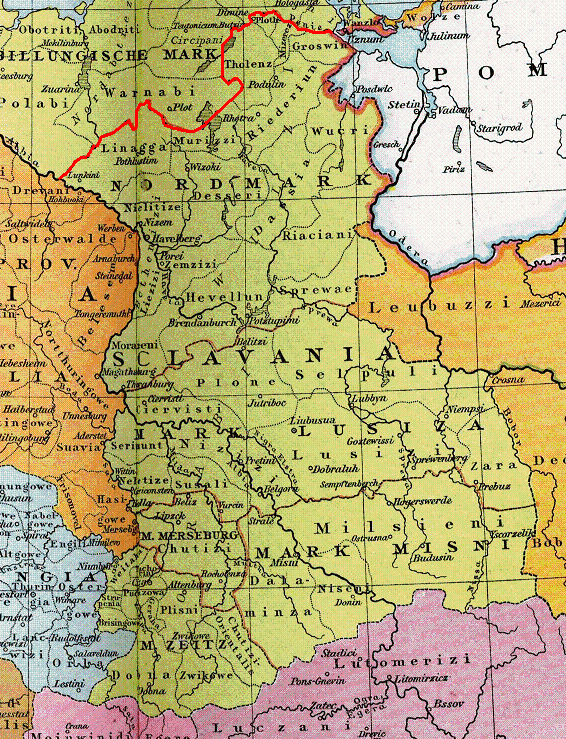
Pograniczne niemiecko-polskie w X/XI w. (1886)
Północno-wschodnie granice Świętego Cesarstwa Rzymskiego (ok. 1000 r.)
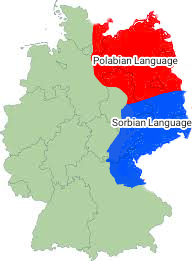
Zasięg języków słowiańskich z ok. VIII wieku na terenie dzisiejszych Niemiec      Zachodniolechickie (Połabskie)      Serbołużyckie
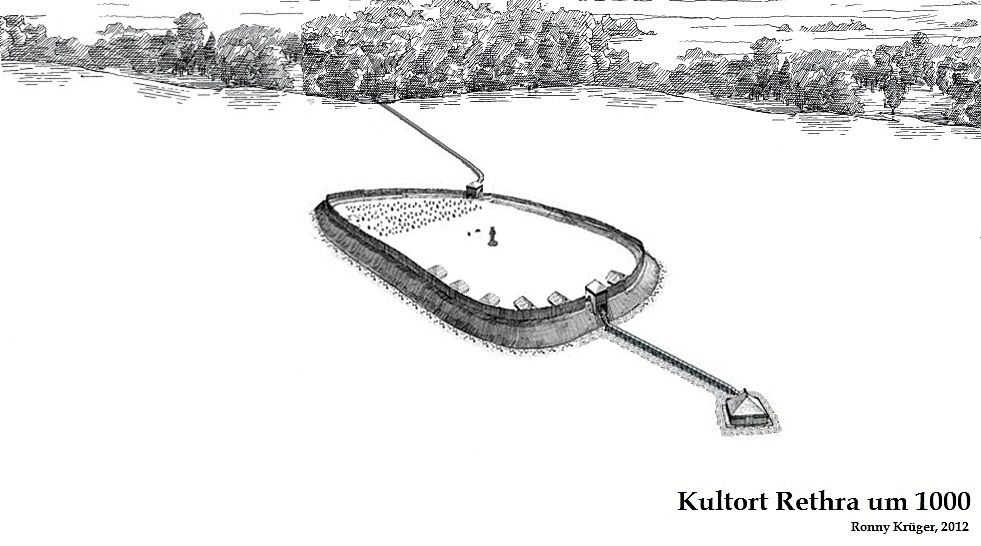
Rekonstrukcja grodu na jeziorze Fischerinsel, przypuszczalnie Radogoszcz
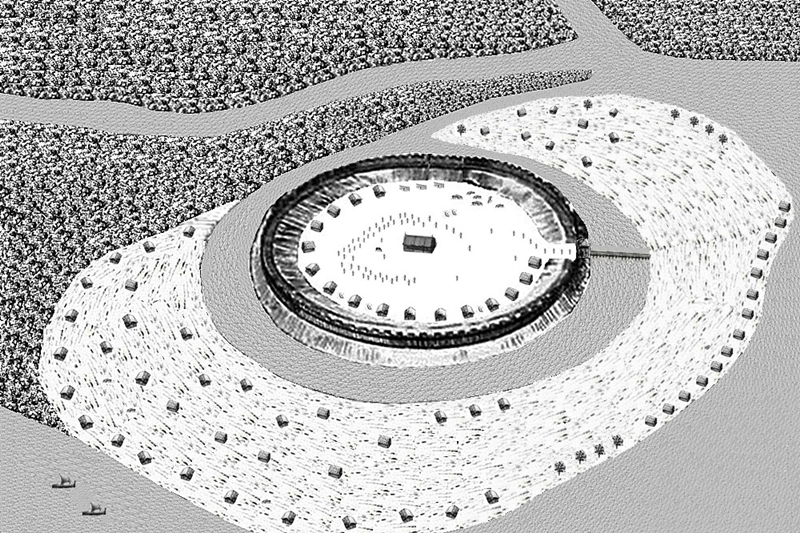
Graficzna rekonstrukcja grodu Brenny (ok. 1100 r.)
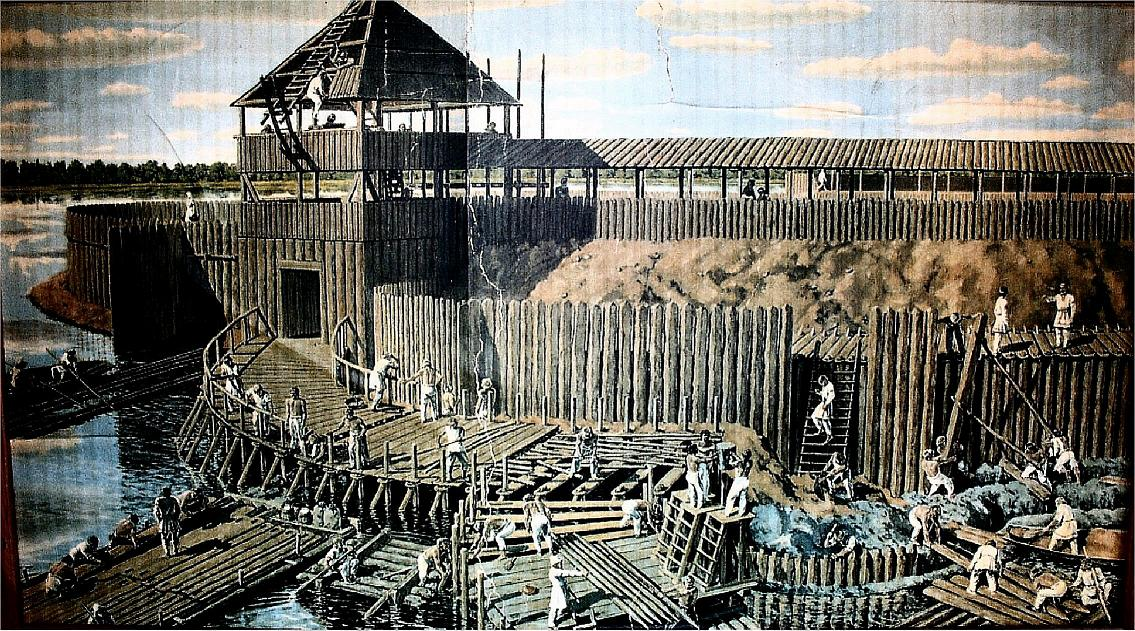
Rekonstrukcja słowiańskiego grodu Behren-Lübchin leżącego w Meklemburgii-Pomorzu Przednim według badań Ewalda Schuldta
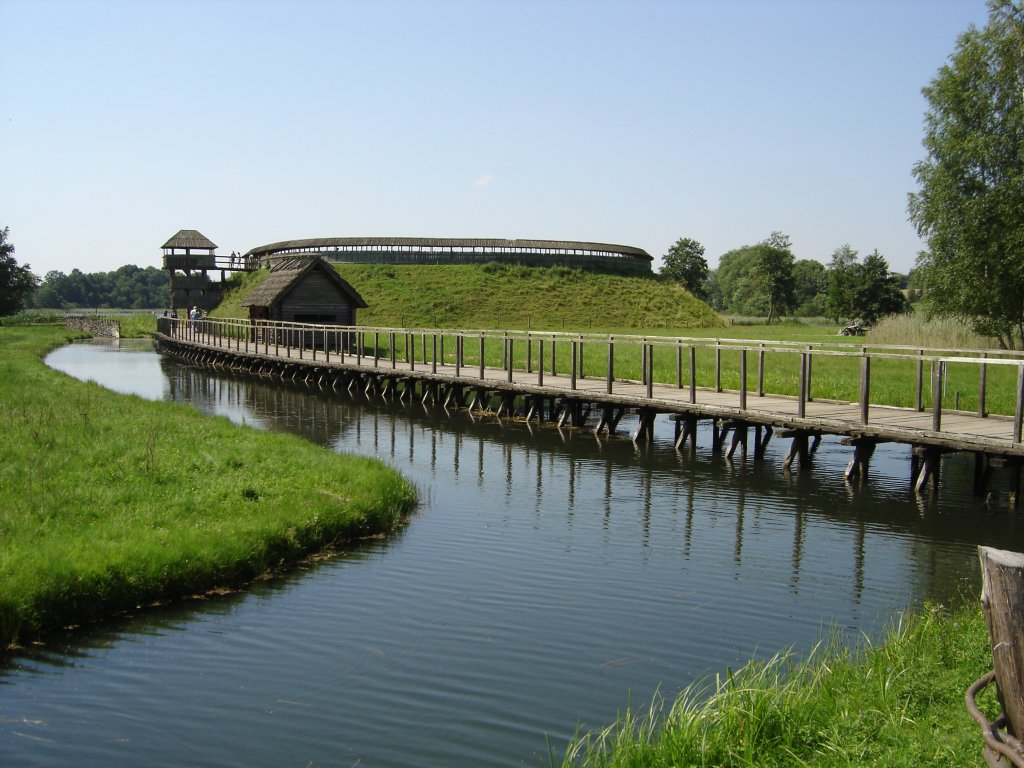
Rekonstrukcja słowiańskiego grodu w Meklemburgii – Groß Raden
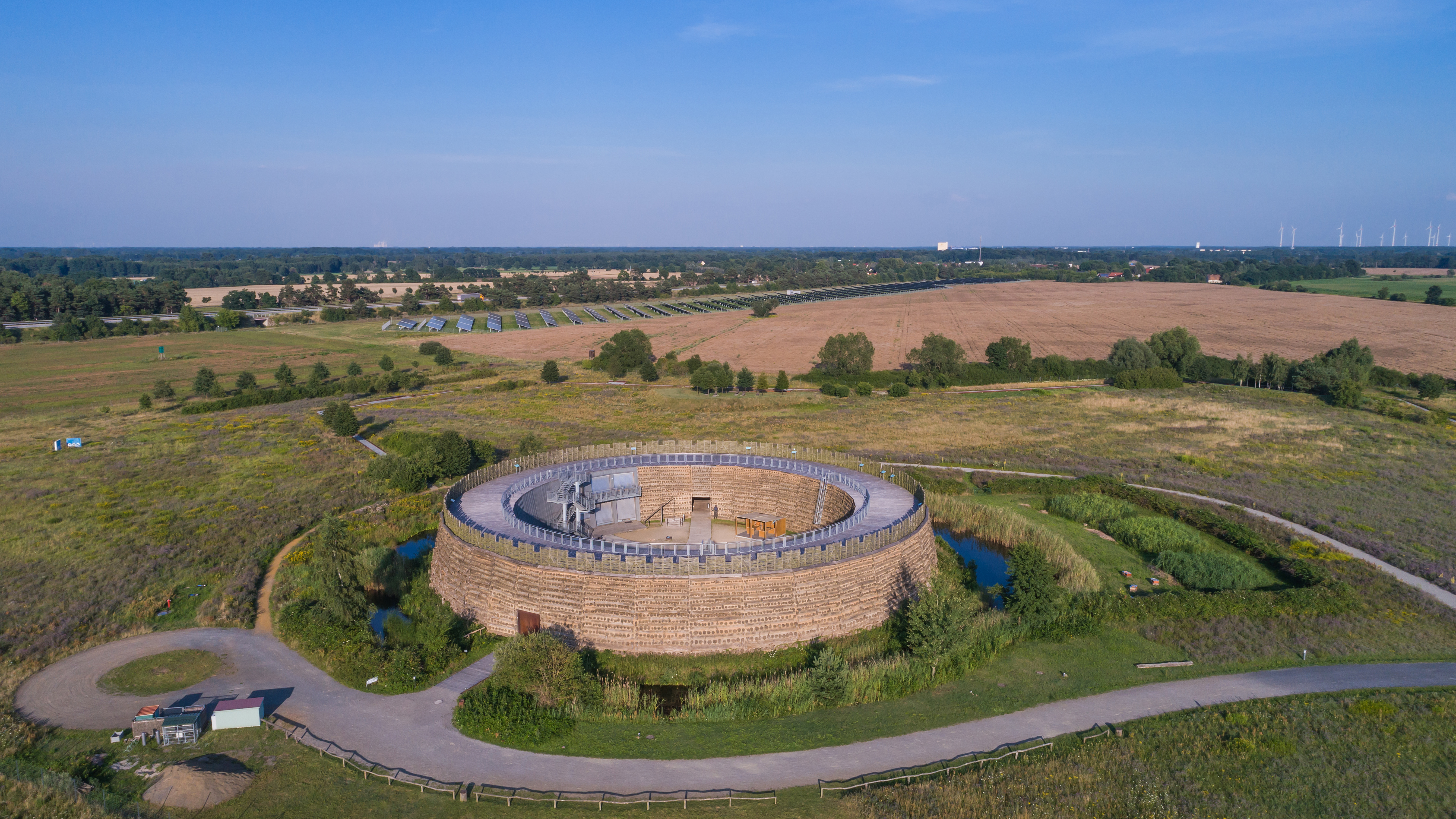
Rekonstrukcja łużyckiego grodu Radusch w okolicach miasta Vetschau na Łużycach Dolnych
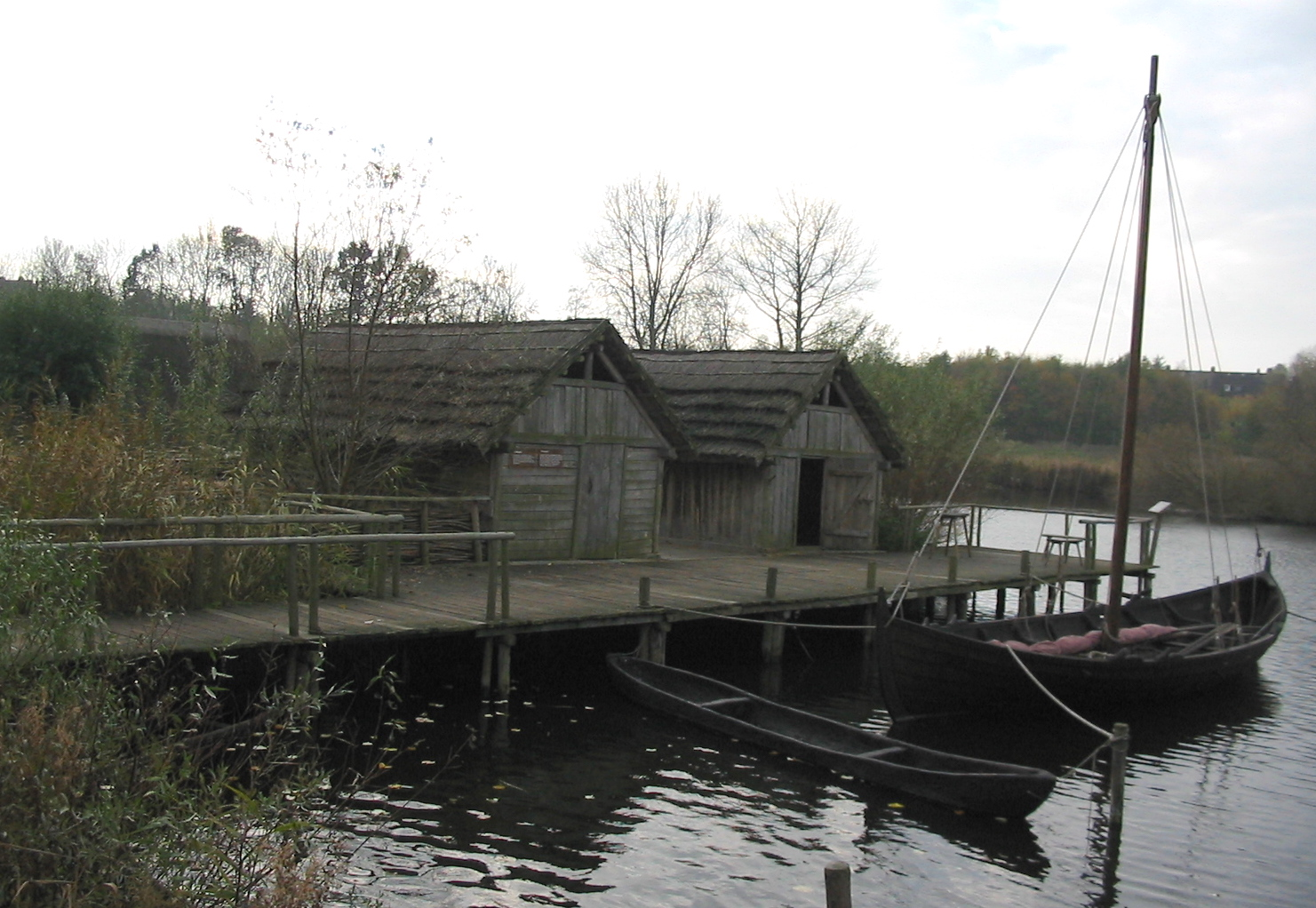
Rekonstrukcja słowiańskiej osady „Starigard” znajdującej się na terenie Oldenburger Wallmuseum w miejscowości Oldenburg w Holsztynie